# La Ballade du café triste
La Ballade du café triste (titre original : The Ballad of the Sad Café) est un recueil de nouvelles de Carson McCullers, publié en 1951.
La nouvelle qui donne son titre au recueil est traduite en France dès 1946. Le recueil, tel que paru aux États-Unis en 1951, connaît sa première traduction intégrale en 1974.

## Historique
La longue nouvelle (ou court roman) intitulée La Ballade du café triste est écrite par Carson McCullers pendant l'été 1941. L'intention de l'auteur était d'écrire deux autres nouvelles de taille comparable, mais occupée par la rédaction de Frankie Addams, elle remet ce projet pendant deux ans avant de l'abandonner. La Ballade du café triste paraît donc seule dans le magazine Harper's Bazaar en 1943. 
La nouvelle n'est reprise en volume qu'en 1951 avec l'ajout de six nouvelles déjà parues dans divers magazines, comme Wunderkind (1936), Le Jockey (1941), Une pierre, un arbre, un nuage (1942) et Celui qui passe (1950), ou encore inédites, comme Madame Zilensky et le roi de Finlande, écrite en 1941, et Un problème familial, rédigée spécifiquement pour le recueil.

## Liste des nouvelles du recueil
- La Ballade du café triste (The Ballad of the Sad Café)
- Wunderkind
- Le Jockey (The Jockey)
- Madame Zilensky et le roi de Finlande (Madame Zilensky and the King of Finland)
- Celui qui passe (The Sojourner)  (carson)
- Un problème familial (A Domestic Dilemma)
- Une pierre, un arbre, un nuage (A Tree, a Rock, a Cloud)

## Éditions françaises
- La Ballade du café triste, traduit par G. M. Tracy, Paris, Le Portulan, 1946
- La Ballade du café triste, traduit par Jacques Tournier, Paris, Stock, 1974 (1993, 2001, 2017)  (ISBN 9782234083493)

## Adaptations cinématographiques
La Ballade du café triste
- 1991 : The Ballad of the Sad Café, film américain de Simon Callow, avec Vanessa Redgrave et Keith Carradine.

Une pierre, un arbre, un nuage
- 1981 : Une pierre, un arbre, un nuage, court métrage français de Christine Van de Putte, avec Rufus et Dominique Pinon